# Rai 2
 (транскр.  Раи 2; до маја 2010. познато као Rai Due) је други јавни телевизијски канал емитера италјинаске државне радиодифузије RAI. Rai 2 је почео са емитовањем 4. новембра 1961. Током 1980их био је познат због своје политичке афилијације Италијанском социјалистичком партијом; скорашњих година променила је фокус према младима емитовањем ток-шоуова, ријалити телевизија, драмских серија, комедија ситуације и инфозабаве; представља директног конкурента канала Italia 1 предузећа Mediaset.